# Birger Kajanus
Birger Kajanus (ursprungligen Nilsson, även Nilson, från 1909 Kajanus), född 20 november 1882 i Malmö, död 5 augusti 1931 i Kairo, var en svensk biolog.
Kajanus avlade mogenhetsexamen i Malmö 1901 och inskrevs samma år vid Lunds universitet. Han tjänstgjorde 1903–1907 som extra ordinarie amanuens vid universitetets botaniska institution och var 1907–1924 anställd som den förste vetenskapliga medarbetaren på W. Weibull AB:s växtförädlingsanstalt Weibullsholm vid Landskrona. Under tiden blev han i Lund 1908 filosofie kandidat, 1909 filosofie licentiat och 1913 filosofie doktor. Han var dessutom 1910–1918 lärare i biologi vid Landskrona gymnasium samt 1921–1922 lärare och 1922–1924 extra ordinarie lektor i biologi och geografi vid Landskrona folkskoleseminarium. 
Kajanus hade redan som gymnasist systematiskt studerat lavar och väckte som student uppmärksamhet med artikeln Zur Entwickelungsgeschichte, Morphologie und Systematik der Flechten. Han blev därigenom känd som lichenolog och erbjöds av Axel Hamberg att deltaga i den stora undersökningen av Sarek 1903. Han hade även humanistiska intressen och översatte "Lifvets paradoxer" av Fjodor Dostojevskij från originalspråket till svenska (1909).
Vid Weibullsholm gjorde Kajanus sig främst känd för sina studier över vetet. Detta arbete resulterade 1921 i det av W. Weibull AB saluförda Standardvetet, vilket med sin köldhärdighet och goda avkastning fram till 1930-talets mitt hade en dominerande ställning i Götaland, Danmark och norra Tyskland.
Kajanus, som i Lund levt isolerad, beskrev sig i ett brev som en "en otålig människa, vars inre vid oväntade händelser råkar helt och hållet i uppror". Detta personlighetsdrag bidrog sannolikt till att han 1924 lämnade Weibullsholm för att året därpå bli bomullsförädlare hos ett företag i Egypten som drevs av tyska intressen. Begränsade forskningsmöjligheter, vantrivsel och sjukdom medförde dock att han 1930 accepterade ett erbjudande om återanställning på Weibullsholm. Han avled dock innan han hunnit tillträda.